# Ashley Shields
Ashley Renee Shields (Memphis, 15 giugno 1985) è un'ex cestista statunitense, professionista nella WNBA.

## Carriera
È stata selezionata dalle Houston Comets al primo giro del Draft WNBA 2007 con l'8ª chiamata assoluta.

## Palmarès
- Campionato WNBA: 1

Detroit Shock: 2008